# إيلي تيري
إيلي تيري (بالإنجليزية: Eli Terry)‏ هو شخصية أعمال ومخترع أمريكي، ولد في 13 أبريل 1772 في أيست ويندسور في الولايات المتحدة، وتوفي في 24 فبراير 1852 في Plymouth, Connecticut ‏ في الولايات المتحدة.

## وصلات خارجية
- إيلي تيري على موقع الموسوعة البريطانية (الإنجليزية)